# Madame Vestris
Madame Vestris, pseudonimo di Lucia Elizabeth Bartolozzi (Londra, 3 gennaio o 2 marzo 1797 – Londra, 8 agosto 1856), è stata un'attrice teatrale, impresaria teatrale e contralto britannica, di ascendenza italiana.
L'appellativo Madame Vestris derivava dal cognome del suo primo marito.

## Biografia
Nacque a Londra nel 1797 (nome di battesimo Elizabetta Lucia Bartolozzi), prima figlia della stimata pianista tedesca Theresa Jansen (ca. 1770–1843) e di Gaetano Stefano Bartolozzi (1757–1821), anch'egli musicista e figlio del pittore italiano emigrato Francesco Bartolozzi, che si era affermato a Londra come incisore ottenendo anche il titolo di "Royal Engraver to the King". Gaetano Bartolozzi, per parte sua, aveva fatto fortuna come mercante d'arte, ma nel 1798, quando la piccola Lucia aveva poco più di un anno, decise di liquidare le sue attività e di trasferirsi con la famiglia nell'Europa continentale, prima a Parigi, poi a Vienna, ed infine a Venezia dove però scoprì che tutti i suoi beni erano stati depredati durante l'occupazione francese. La famiglia dovette allora ricominciare da capo stabilendosi di nuovo a Londra, dove Gaetano si dedicò all'insegnamento del disegno, mentre sua moglie, ottenuta la separazione dal marito, dava lezioni di piano per mantenere le figliole.

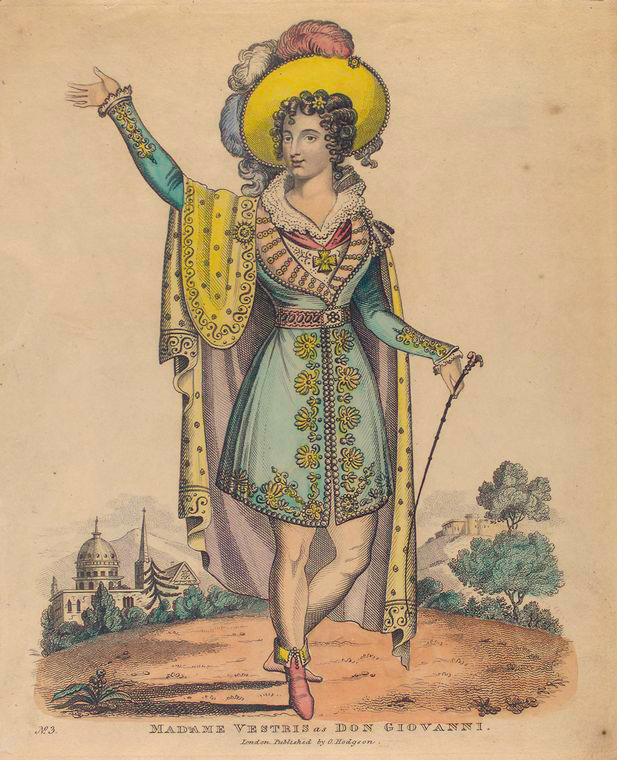
Madame Vestris nei panni di Don Giovanni nel Giovanni in London, acquaforte colorata a mano ca 1820 (NYPL - Billy Rose Theatre Division)

Lucia studiò musica facendosi notare per la qualità della sua voce e per le sue abilità di danzatrice. All'età di sedici anni fu data in sposa al ballerino francese, allora maestro delle danze al King's Theatre, Auguste Armand Vestris (1788-1825), rampollo della dinastia di danzatori di origine fiorentina che si era poi affermata a Parigi con Gaetano Vestris, ma suo marito l'abbandonò dopo solo quattro anni. Cionondimeno, a Lucia rimase per tutta la sua carriera il nome d'arte di "Madame Vestris" con il quale l'aveva iniziata.

### Il culmine della carriera operistica
Nel 1815 la sua bella voce di contralto ed il suo aspetto molto attraente, non meno probabilmente che la sua posizione di moglie del maestro delle danze, le guadagnarono la sua prima parte teatrale di rilievo, a soli diciott'anni, con l'interpretazione, al King's Theatre, dell'opera italiana di Peter Winter II ratto di Proserpina, nel ruolo del titolo che era stato creato poco più di dieci anni prima da un'altra femme fatale del palcoscenico, Giuseppina Grassini. Ad essa fecero seguito, nel 1816, l'apparizione in Una cosa rara di Martín y Soler e i due importanti ruoli mozartiani di Dorabella e Susanna in Così fan tutte e Le nozze di Figaro. Il suo successo iniziale a Londra fu notevole, anche se assai ridimensionato dalle prestazioni del 1816, e si estese presto in parte anche alla capitale francese, dove apparve saltuariamente al Théâtre Italien ed su vari altri palcoscenici, tra cui, si è ripetuto, quello del Théâtre Français. Qui la leggenda vuole che interpretasse, come attrice di prosa, la parte di Camille nell'Horace di Corneille a fianco niente meno che del divo della scena francese degli ultimi decenni, François-Joseph Talma. La leggenda risale almeno al 1847 quando fu pubblicata l'opera di Thomas Marshall Lives of the most celebrated actors and actresses, dove, nell'accreditare l'episodio, l'autore faceva errato riferimento ad un aneddoto secondo il quale l'attore aveva avuto modo di scandalizzare una volta Madame Vestris presentandosi in scena a braccia e gambe nude in costume realistico da antico romano. Sennonché, il fatto, nei termini in cui lo si rileva dall'autobiografia di Talma, era avvenuto quasi trent'anni prima, nel 1790, la "Madame Vestris" a cui si faceva riferimento non era la moglie di Auguste Armand, ma la sua prozia acquisita, Françoise-Rose Gourgaud, attrice tragica nota con lo stesso nome d'arte, e il dramma rappresentato non era l'Horace di Corneille, ma il Brutus di Voltaire. La leggenda sulle apparizioni al Théâtre Français è stata peraltro successivamente refutata dai principali biografi moderni di Madame Vestris.
I suoi primi successi in lingua inglese ebbero luogo al Drury Lane di Londra nel 1820, all'età di ventitré anni, nei panni di Lilla, protagonista di The Siege of Belgrade di Stephen Storace, in quelli in travesti di Captain Macheath in The Beggar's Opera di John Gay, e soprattutto nel burlesque Giovanni in London di William Thomas Moncrieff (1794-1857), dove le era affidata addirittura, ancora in travesti, la parte di Don Giovanni. Il succès de scandale di questa interpretazione in abiti maschili, nella quale aveva anche modo di mettere in mostra le splendide gambe, fece decollare definitivamente la sua carriera, anche come conturbante e chiacchierata bellezza, e da allora ella rimase, fino al suo ritiro nel 1854, la beniamina del pubblico, così nell'opera italiana (limitatamente al primo periodo), come nel teatro leggero, prima di tutto musicale, ma anche in quello di prosa. Al King's Theatre si esibì nelle prime rappresentazioni in Inghilterra di parecchie opere rossiniane, in alcune occasioni sotto la direzione del compositore stesso ed a fianco di Isabella Colbran: La gazza ladra (come Pippo, 1821), La donna del lago (come Malcolm Groeme, 1823), Ricciardo e Zoraide (come Zomira, 1823), Matilde di Shabran (come Edoardo, 1823), Zelmira (come Emma, 1824) e Semiramide (come Arsace, accanto a Giuditta Pasta, 1824). Di Rossini interpretò anche, peraltro senza molto successo, Rosina del Barbiere di Siviglia. Madame Vestris, che eccelleva particolarmente nelle parti in travesti, cantò anche in opere di Mozart, quali il Don Giovanni nel 1826, come Zerlina, Le nozze di Figaro, nello stesso anno, di nuovo come Susanna (e di nuovo con molte critiche), e un mutilo Die Entführung aus dem Serail nel 1827, come Blonde. Prese ovviamente parte anche a prime assolute creando il ruolo di Felix (altro personaggio maschile) nell'opera comica di Isaac Nathan (1790-1864), The Alcaid or The Secrets of Office, (Londra, Little Theatre in the Haymarket, 1824), e, soprattutto, quello di Fatima in Oberon or The Elf King's Oath, "la grande opera romantica e fiabesca" di Carl Maria von Weber, che fu data al Theatre Royal, Covent Garden il 12 aprile 1826. Le fu inoltre accreditata la diffusione di nuove canzoni di successo, come "Cherry Ripe", "Meet Me by Moonlight Alone" (scritte da Joseph Augustine Wade), "I've been roaming," etc. 

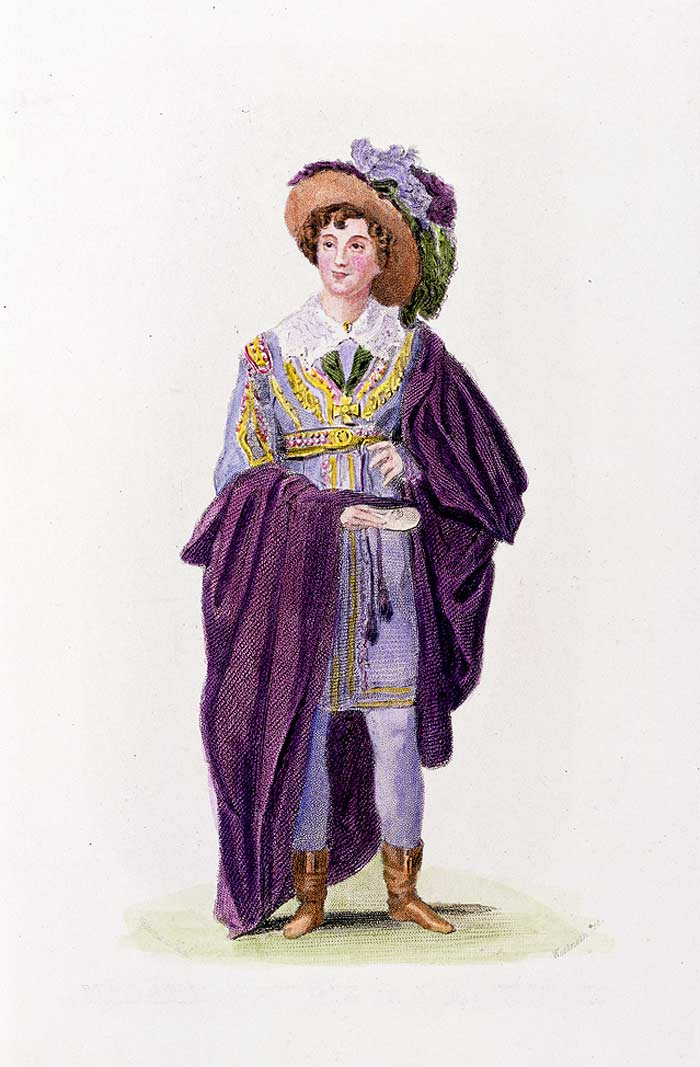
Madame Vestris nei panni di Felix in The Alcaid, incisione a colori, Londra 1824, Victoria and Albert Museum

Nel 1825 si era comunque verificato il distacco di Madame Vestris dalle scene dell'opera italiana al King's Theatre. La stagione si caratterizzava per la presenza a Londra dell'ultimo dei grandi castrati a calcare le scene, Giovanni Battista Velluti, e l'evento dell'anno sarebbe stata la messa in scena del Crociato in Egitto, l'opera che Meyerbeer aveva scritto appositamente per il cantante l'anno precedente. Madame Vestris però rifiutò categoricamente di apparire in scena al suo fianco, offrendo, secondo il «London Magazine», qualsiasi cifra agli impresari purché ingaggiassero qualchedun'altra per cantare con lui, e venendo alla fine rimpiazzata, probabilmente con soddisfazione di tutti, da una giovanissima Maria García, destinata di lì a poco a diventare celeberrima con il nome di Maria Malibran, la quale aveva appena debuttato con grande successo sostituendo Giuditta Pasta nel Barbiere di Siviglia.

### L'attività impresariale e la carriera successiva
Dopo di allora, la Vestris uscì praticamente dalla compagnia del King's Theatre e si orientò gradualmente sempre più non solo verso la commedia in musica, ma anche verso quella in prosa recitando con successo sia al Covent Garden sia al Little Theatre in the Haymarket. Tra le sue interpretazioni di rilievo in questo secondo ambito, Rosamond e Mrs. Ford in Come vi piace ("As you like it") e ne Le allegre comari di Windsor ("The Merry Wives of Windsor") di Shakespeare, nonché Julia e Lady Teazle rispettivamente in The Rivals e in The School for Scandal di Richard Sheridan.

#### L'Olympic Theatre
Nel dicembre del 1830, avendo accumulato una notevole fortuna con la sua attività in palcoscenico, Madame Vestris decise di prendere in gestione l'Olympic Theatre da John Scott (1752–1838), ottenendo a proprio nome, dal Lord Ciambellano, la licenza annuale per la produzione di "burlettas" (sic). Il dramma classico, il legitimate drama come lo si definiva in termini giuridici, restava monopolio del Covent Garden e del Drury Lane ai sensi del Licensing Act del 1737, e la licenza rilasciata alla Vestris consentiva l'esecuzione solo di lavori teatrali leggeri in rima, necessariamente inframmezzati da canzoni e brani musicali. L'Olympic Theatre divenne allora il centro del burlesque o extravaganza, nella nuova forma che al genere diede il commediografo James Planché, il quale instaurò con l'impresaria-attrice un lungo e proficuo rapporto di collaborazione in cui egli contribuì anche sul piano dell'ideazione di scene e costumi. In quest'ultimo campo, oggetti reali, come tavoli, sedie, stoviglie e altri pezzi di mobilia, andarono a sostituire le tradizionali scenografie dipinte, mentre vestiti di tutti i giorni furono indossati al posto dei "costumi eccentrici" fino ad allora caratteristici di questo genere teatrale. Il nuovo indirizzo fu inaugurato nel 1831 con la produzione di Olympic Revels, or Prometheus and Pandora, scritto da Planché in collaborazione con Charles Dance (1794–1863) e con le musiche di John Barnett (1802–1890). L'Olympic Theatre divenne uno dei locali di maggior successo della scena londinese degli anni Trenta. Jacky Bratton ne ha così descritte le caratteristiche:
(Jacky Bratton, Vestris, Lucia Elizabeth (1797–1856) in Oxford Dictionary of National Biography, Oxford University Press, 2004)

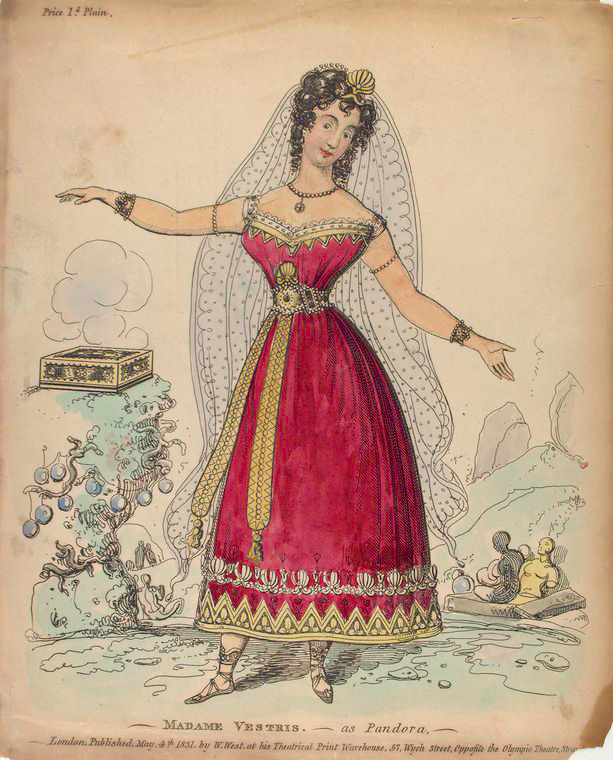
Madame Vestris nei panni di Pandora in Olympic Revels, or Prometheus and Pandora, acquaforte colorata a mano 1831 (NYPL - Billy Rose Theatre Division)

Il successo ottenuto con la sua attività teatrale procurava a Madame Vestris guadagni ingentissimi, ma, per finanziare il suo tenore di vita eccessivamente dispendioso, la diva non esitava ad arrotondarli "intrattenendo una serie di amanti con cui aveva stretto accordi proficui" e tra i quali brillava, fin dagli anni Venti, il politico radicale Thomas Slingsby Duncombe (1796-1861). Per una sorta di contrappasso, un'enorme voragine per il suo patrimonio si rivelò invece, in particolare, la relazione che intrattenne dal 1833 al 1837 con Lord Edward Thynne (1807–1884), figlio assai malfamato del marchese di Bath, il quale non esitò a ripulirla ben bene in combutta con l'attore Joshua Rose Anderson, cognato di Madame Vestris. Passando fraudolentemente all'incasso cambiali incautamente firmate in bianco dalla donna, i due causarono l'apertura ai suoi danni di un procedimento per bancarotta, nell'aprile del 1837.

#### IlCovent Garden
La grave crisi che si trovò ad affrontare non mancò probabilmente di avere una notevole influenza sull'atteggiamento psicologico di Madame Vestris e, secondo il suo biografo Pearce, fece maturare in lei la convinzione che "il tempo del libertinaggio era passato e che lei non poteva ulteriormente far fronte in maniera disordinata alle sue responsabilità". Un nuovo matrimonio dovette così apparirle come la soluzione più logica del problema, e il candidato ideale emerse all'interno della compagnia dell'Olympic Theatre, della quale faceva parte dal 1835 l'attore e aspirante commediografo Charles James Mathews (1803–1878), "che, come lei, era brillante e prendeva alla leggera i guai finanziari", e che "era per di più un gentiluomo, ben educato e intelligente". I due si sposarono nel luglio del 1838, dopo aver accettato di compiere una tournée negli Stati Uniti dalla quale speravano di ottenere un adeguato ristoro delle loro fortune economiche. Il viaggio si rivelò però un fallimento e, al loro rientro in patria, risultando l'Olympic Theatre ormai troppo piccolo per le loro aspirazioni di guadagno e, oltre tutto, piuttosto passato di moda, decisero di fare il gran passo e, nel 1839, rilevarono il ben più capiente Covent Garden. Mathews figurava come affittuario, Madame Vestris fungeva da manager. La gestione del nuovo teatro fu inaugurata con la prima ripresa, dal 1605, di Pene d'amor perdute ("Love's Labour's Lost") di Shakespeare, in cui Lucia recitava la parte di Rosaline. Nel 1840 fu messa in scena la prima produzione relativamente completa del Sogno di una notte di mezza estate ("A Midsummer Night's Dream"), con Madame Vestris nei panni di Oberon. Questa interpretazione diede l'avvio ad una fortunata tradizione di Oberon al femminile che si sarebbe prolungata sui palcoscenici britannici per una settantina di anni. Sempre nel 1840 fu anche proposta una nuova produzione delle Allegre comari di Windsor con un'ambientazione in epoca shakeaspeariana, scelta questa davvero eccezionale "in un periodo in cui si vedeva in ingombranti messinscene storicamente corrette l'unica scelta appropriata per l'allestimento di opere teatrali".
Nel 1841 Madame Vestris produsse uno dei lavori di maggior successo dell'epoca vittoriana, la farsa London Assurance di un poco più che ventenne Dion Boucicault, partecipando alle rappresentazioni anche come attrice, insieme al marito. Il lavoro ha mantenuto da allora una perdurante popolarità ed ha continuato ad apparire costantemente in scena fin nel XXI secolo. Molti autori riferiscono a quest'opera il possibile primo utilizzo di quel dispositivo scenografico che si definisce in termini tecnici come "scena a scatola"..
Al Covent Garden Madame Vestris allestì anche, occasionalmente, buoni spettacoli operistici in inglese, a partire da un'edizione-pasticcio dell'Artaxerses di Thomas Arne, nell'ottobre del 1839, in cui Madame Vestris indossava di nuovo i panni della cantante lirica riprendendo la parte del protagonista maschile già più volte interpretata in precedenza; non senza, peraltro, che il cronista londinese si avventurasse a lamentare i segni che "qualche incursione" del tempo aveva lasciato sulla voce di contralto un tempo splendida di "Mrs. Charles Mathews". Nella stagione 1841/1842, poi, fecero epoca le 42 rappresentazioni della Norma di Bellini e quelle dell'Elena da Feltre di Mercadante, ribattezzata Elena Uberti nell'edizione inglese, nelle quali i coniugi Mathews lanciarono il debuttante soprano Adelaide Kemble come protagonista. Alla Kemble fu anche affidato il ruolo di Susanna in una versione delle Nozze di Figaro appositamente e fedelmente tradotta in inglese da Planché, nella quale peraltro, a contraddire le ambizioni di rispetto dell'originale, il Cherubino impersonato dalla Vestris cedeva alla nuova diva l'esecuzione della canzone "Voi che sapete". Il successo riscosso da questi spettacoli, comunque, fu tale da solleticare l'avidità del padre della cantante, l'attore-impresario Charles Kemble, che era anche uno dei proprietari del teatro, il quale rifiutò di rinnovare il contratto di affitto, appropriandosi pure degli scenari, e costrinse così Mathews a dichiarare fallimento nel maggio del 1842. A parziale postuma consolazione di Madame Vestris e del marito, Vicky Bratton rileva con malcelata soddisfazione che anche la gestione di Kemble finì, del resto, di lì a pochissimo tempo, in bancarotta.

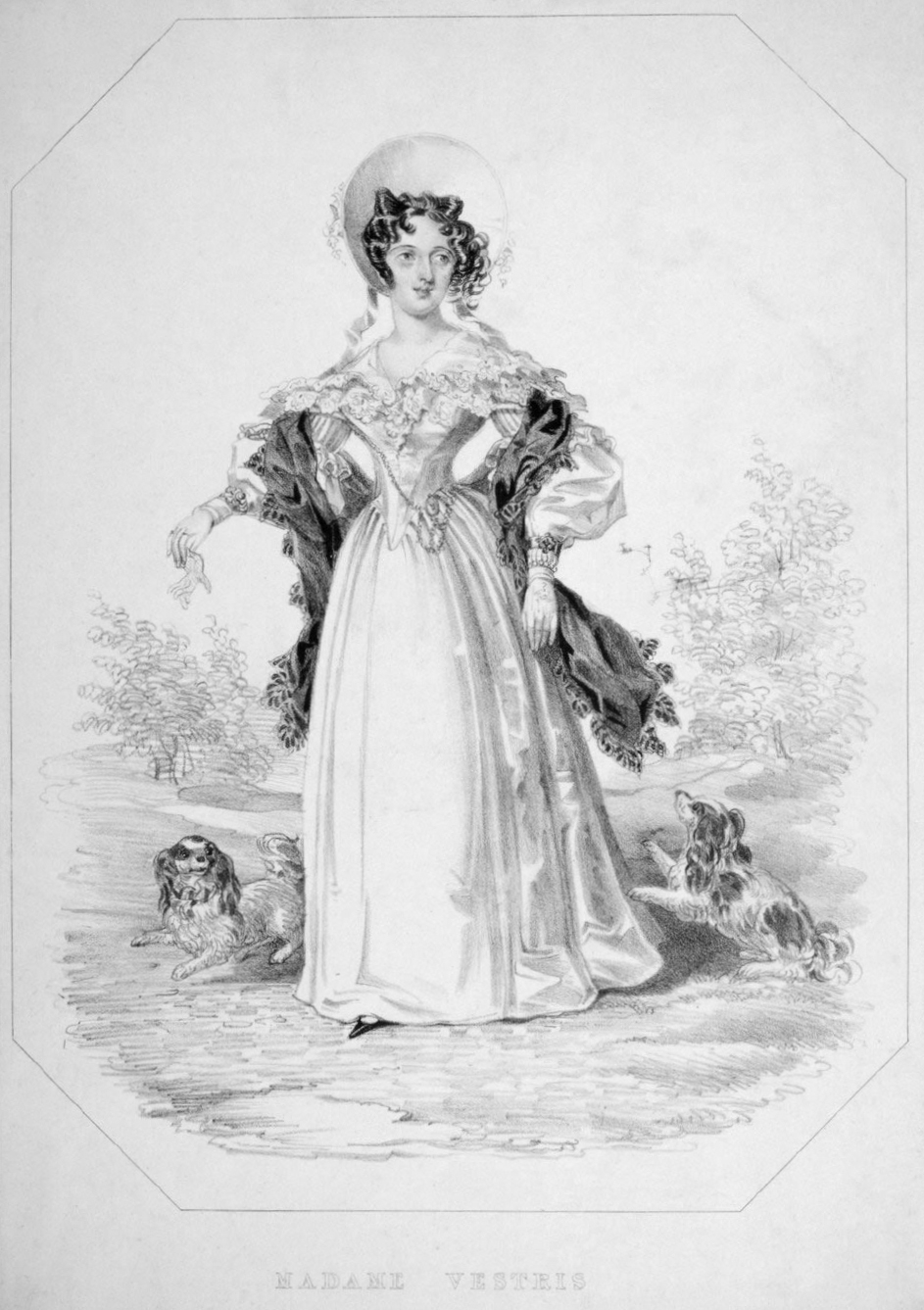
Madame Vestris, Attrice britannica, accompagnata da spaniels, litografia ca 1831-1835, Philadelphia Museum of Art

Sul periodo di amministrazione del Covent Garden esiste la testimonianza significativa, e diretta, dell'attore James Robertson Anderson (1811-1895), riportata nell'autobiografia di Mathews:
(Charles James Mathews, The life of Charles James Mathews: chiefly autobiographical, with selections from his correspondence and speeches, Londra, Macmillan & Co., 1879.)

#### IlLyceum Theatree gli ultimi anni
Dopo la crisi del 1842, i coniugi Mathews si trovarono a combattere, quasi ininterrottamente, contro le difficoltà finanziarie: dopo una breve permanenza al Drury Lane, dove dovettero subire le angherie dell'attore rivale William Charles Macready, che allora gestiva il teatro, si rifugiarono all'Haymarket Theatre sotto la più amichevole direzione di Benjamin Nottingham Webster (1797-1882). Si trattò comunque di un periodo di lavoro molto intenso, a Londra, Dublino e nella piazze di provincia, a cui i Mathews si sottoposero per cercare di alleviare in qualche modo la loro situazione economica, finché nel 1847 non riuscirono finalmente a rilevare la direzione di un altro teatro, il Lyceum, assai più grande dell'Olimpyc, in cui Madame Vestris cercò comunque di riprodurre l'atmosfera della sua prima 'impresa'.
La nuova gestione fu inaugurata con successo mettendo in cartellone una nuova farsa di John Maddison Morton (1811-1891), intitolata Box and Cox e definita come "romanzo di vita reale" (a romance of real life). Seguirono poi numerosi nuovi lavori di Planché, la collaborazione con il filosofo e critico letterario e teatrale, George Henry Lewes, e il tentativo di trasportare sulla scena londinese opere significative del teatro francese contemporaneo; esperienze tutte, queste, che consentirono ai coniugi Mathews di affinare il loro stile "realistico" di recitazione. La compagnia originaria del Lyceum si ruppe per problemi finanziari nel 1853, anche se Mathews continuò la sua gestione del teatro fino al 1855. Madame Vestris diede l'addio alle scene il 26 luglio 1854 con una recita, a beneficio del marito, di Sunshine through the Clouds, un adattamento curato da Lewes stesso, sotto lo pseudonimo di Slingsby Lawrence, del dramma La Joie fait peur di Madame de Girardin.
Dopodiché la grande donna di teatro dovette ritirarsi a vita privata per motivi di salute. Nel frattempo Mathews continuava a sobbarcarsi a una defatigante attività teatrale di giro sempre sommerso dalla mole dei debiti che residuava ancora dalla sua prima bancarotta del 1842, finché non fu arrestato a Preston nel luglio del 1855 e tradotto nella prigione di Lancaster Castle. Liberato l'anno successivo, poté rientrare a Londra quattro giorni soltanto prima che la moglie morisse di cancro l'8 agosto 1856. Madame Vestris fu seppellita in forma privata nel cimitero di Kensal Green.
Sul settimanale «The Era» comparve un significativo necrologio dell'attrice-impresaria, nel quale tra l'altro si leggeva:
(«The Era», 1856)

## Caratteristiche artistiche

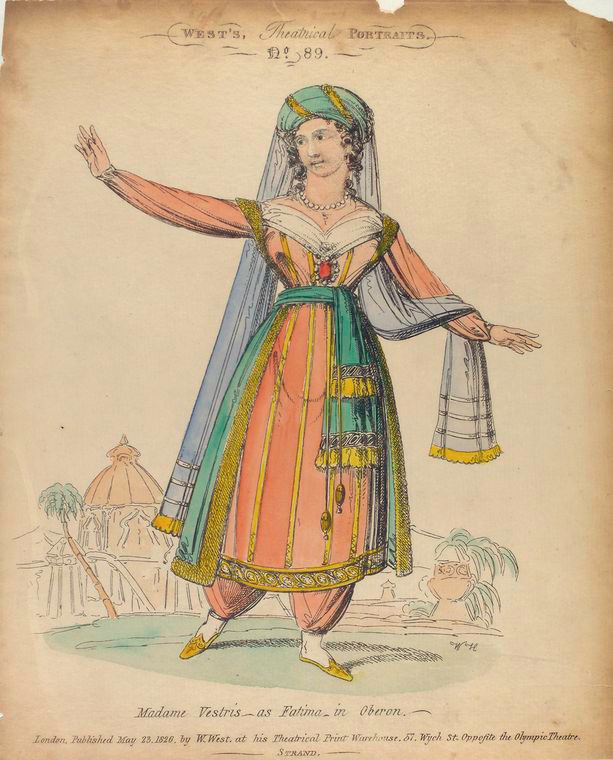
Madame Vestris nei panni di Fatima in Oberon, acquaforte colorata a mano 1826 (NYPL - Billy Rose Theatre Division)

Se le sue doti in campo musicale e la sua educazione non furono sufficienti a distinguerla nella grande opera italiana e nella commedia alta, in pièce leggere come Loan of a Lover, Paul Pry, Naval Engagements, etc., Madame Vestris fu "deliziosamente maliziosa e capace di stregare." Tuttavia, più di un osservatore, e tra loro Henry Fothergill Chorley (1808-1872), "non le perdonò mai completamente di non essere diventata il più grande contralto lirico inglese del suo tempo:"
(Thirty Years' Musical Recollections, by Henry F. Chorley, London, Hurst and Blackett, 1862)
Anche se oggi di Madame Vestris non è rimasto per il pubblico molto più che un semplice nome, certamente se si esaminano le donne che hanno esercitato la loro influenza nella prima metà del XIX secolo, la sua figura balza fuori con evidenza. Utilizzando al meglio, nell'arte dell'intrattenimento, i doni che la natura le aveva elargito, ella contribuì in modo determinante a risollevare il teatro ottocentesco dallo stato di letargo artificioso in cui era caduto, lasciandolo alla fine impregnato della sua vitalità, liberato dai ceppi del convenzionalismo e animato da stimoli la cui influenza si sarebbe protratta per i decenni avvenire. «La conduzione da parte di Madame Vestris dell'Olympic, del Covent Garden e del Lyceum, ci racconta la medesima storia di un'arte consumata, di una devozione al bello, di una passione per l'accuratezza e la completezza, dell'orrore per tutto ciò che fosse ampolloso, per il cattivo gusto incrostato dalla tradizione, per il peccato imperdonabile consistente nell'incapacità di destare interesse». Vicky Bratton ha così riassunto il suo giudizio sulla grande teatrante:
(Jacky Bratton, Vestris, Lucia Elizabeth (1797–1856) in Oxford Dictionary of National Biography, Oxford University Press, 2004)